# Pridjel Gornji
Pridjel Gornji (cyr. Придјел Горњи) – wieś w Bośni i Hercegowinie, w Republice Serbskiej, w mieście Doboj. W 2013 roku liczyła 777 mieszkańców.